# Proceratophrys boiei
Espèce
Synonymes
- Ceratophrys boiei Wied-Neuwied, 1824
- Ceratophris granosa Cuvier, 1829
- Ceratophrys fryi Günther, 1873
- Ceratophrys intermedia Barbour, 1908
- Proceratophrys fryi (Günther, 1873)

Statut de conservation UICN

 LC  : Préoccupation mineure
Proceratophrys boiei est une espèce d'amphibiens de la famille des Odontophrynidae. Elle est endémique à l'est et au sud-est du Brésil. Cette grenouille commune se trouve dans la forêt primaire et secondaire, à la lisière de la forêt, et dans les zones dégradées près de la forêt. Cette espèce est présente dans le commerce illégal d'animaux de compagnie. Son habitat est sujet à des pertes causées par l'agriculture, les plantations de bois, le pâturage du bétail, les coupes à blanc, les établissements humains et le tourisme. Le nom spécifique de boiei a été donné en l'honneur du zoologiste allemand Heinrich Boie ou de son frère Friedrich Boie. 

## Répartition
Cette espèce est endémique de l'Est du Brésil. Elle se rencontre :
- dans l'est de l'État de Santa Catarina ;
- dans l'est de l'État de Paraná ;
- dans le sud de l'État de São Paulo ;
- dans l'ouest de l'État de Rio de Janeiro ;
- dans le sud du Minas Gerais ;
- dans le sud de l'Espírito Santo.

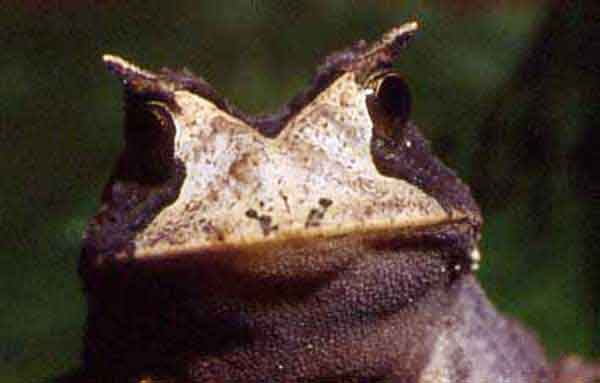
Proceratophrys boiei
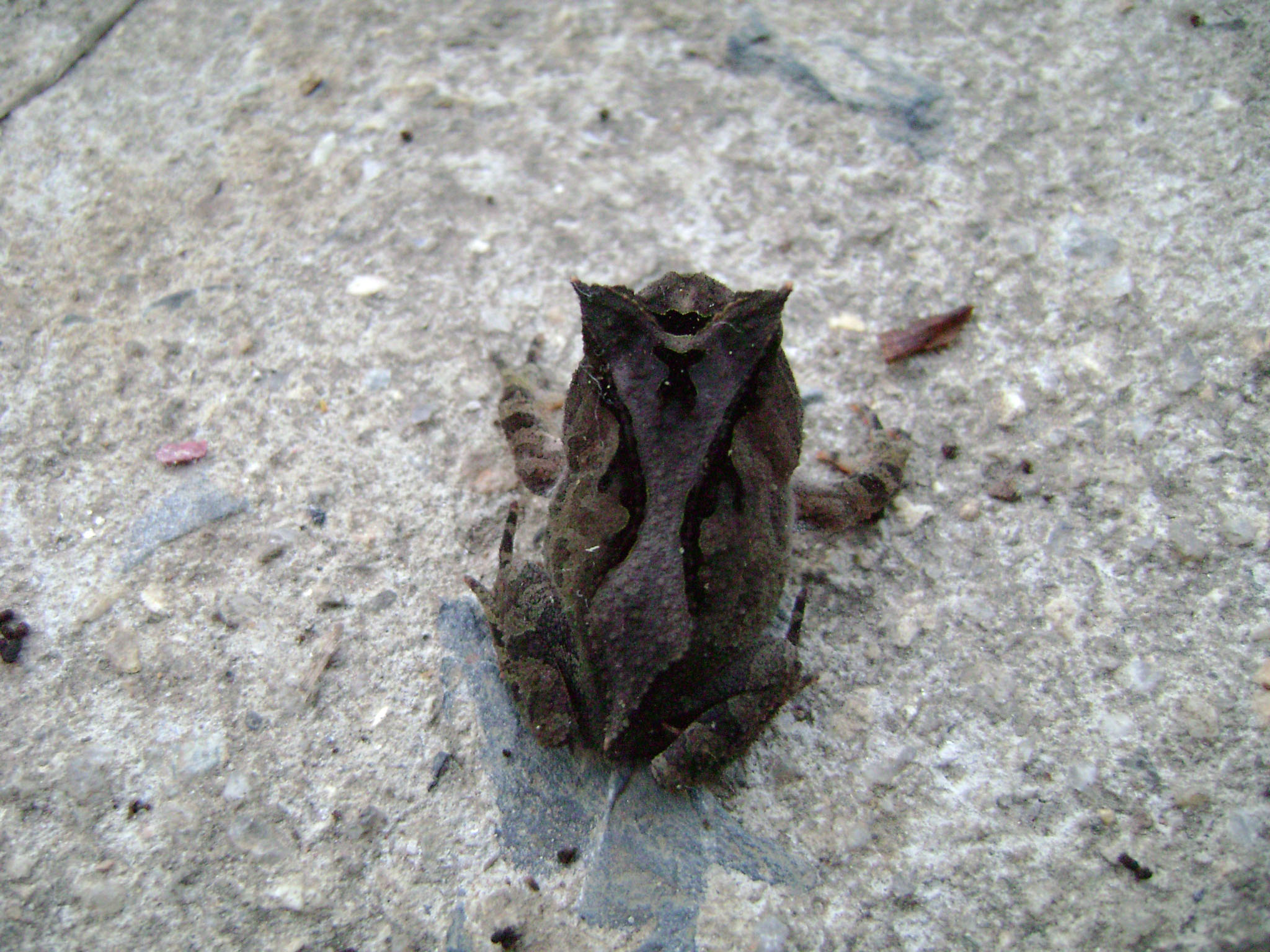
Proceratophrys boiei
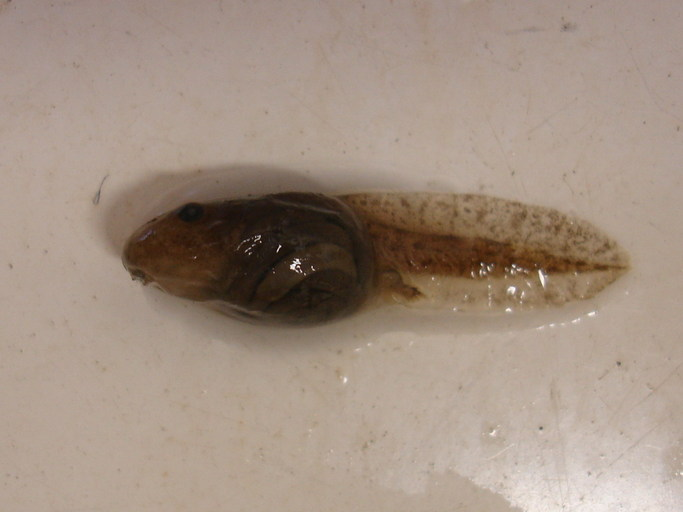
Proceratophrys boiei
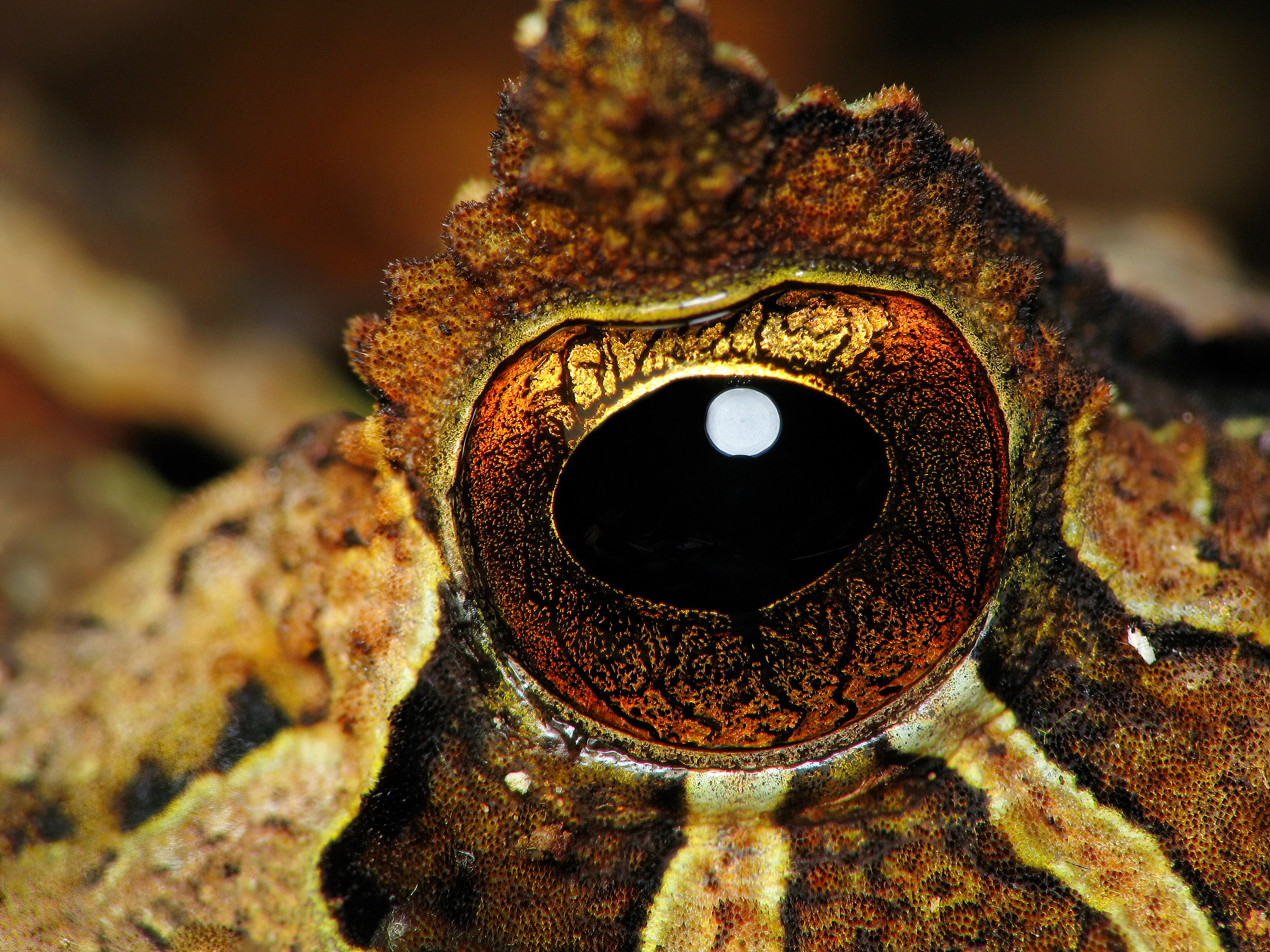
D'un oeil de Proceratophrys boiei, du Parque Estadual Carlos Botelho (pt) au Brésil. Novembre 2009.

## Publication originale
- Wied-Neuwied, 1824 : Verzeichniss der Amphibien, welche im zweyten Bande der Naturgeschichte Brasiliens vom Prinz Max von Neuwied werden beschrieben werden. Isis von Oken, vol. 14, p. 661-673 (texte intégral).